# Jón Þór Birgisson
Jón Þór Birgisson (czyt. [ˈjouːn ˈθouːr ˈpɪrkɪsɔn]ⓘ), ps. „Jónsi” (czyt. [ˈjounsɪ]; ur. 23 kwietnia 1975) – islandzki wokalista i gitarzysta post-rockowego zespołu Sigur Rós. Charakterystyczną cechą jego twórczości jest gra smyczkiem wiolonczelowym na gitarze elektrycznej, przy zastosowaniu efektu gitarowego distortion oraz rewerberacji. W ten sposób powstają eteryczne dźwięki wykorzystywane w muzyce zespołu. Styl wokalny J. Birgissona cechuje się częstym użyciem falsetu.
Jest gejem, jego partner Alex Somers jest głównym współtwórcą graficznych projektów, z których korzystają Sigur Rós. Od urodzenia nie widzi na prawe oko.

## Przeszłość muzyczna
W 1995 Jónsi, wówczas pod pseudonimem Jonny B, przewodził zespołowi Bee Spiders. Podczas każdego koncertu nosił okulary przeciwsłoneczne. W tym samym roku Bee Spiders otrzymali nagrodę najbardziej interesującej grupy w konkursie dla mało znanych zespołów zwanym Musiktilraunir (isl. eksperymenty muzyczne). Zespół grał długie ballady rockowe i był porównywany do The Smashing Pumpkins. Jónsi był również liderem grungowego zespołu Stoned w latach 1992–1993. Do wydawania solowych utworów Jón Þór używa pseudonimu Frakkur.

## Instrumenty muzyczne
Podobnie jak inni muzycy grający smyczkiem wiolonczelowym na gitarze elektrycznej, Jónsi korzysta z gitar Ibanez PF200 oraz Gibson Les Paul.

## Dyskografia

### Albumy studyjne
- Go (2010)
- Shiver (2020)

### Albumy kolaboracyjne

#### Jónsi & Alex
- Riceboy Sleeps wraz z Aleksem Somersem (2009)
- Lost & Found wraz z Aleksem Somersem (2019)

#### Dark Morph
- Dark Morph wraz z Carlem Michaelem von Hausswolffem (2019)
- Dark Morph II wraz z Carlem Michaelem von Hausswolffem (2020)

### Ścieżki dźwiękowe
- We Bought a Zoo (2011)
- Manhattan wraz z Aleksem Somersem, Jeffem Russo i Zoë Keating (2016)
- Tom Clancy's Without Remorse (2021)

### Albumy koncertowe
- Go Live (2010)

### Albumy filmowe
- Go Quiet (DVD, 2010)

### Minialbumy
- All Animals wraz z Aleksem Somersem (2009)
- Go Do (EP) (2010)
- Go Out (remix EP) (2011)